# Castelletto Molina
Castelletto Molina (Castlèt Molèina en piemontès) és un municipi situat al territori de la província d'Asti, a la regió del Piemont (Itàlia).
Limita amb els municipis d'Alice Bel Colle, Castel Rocchero, Fontanile i Quaranti.

## Galeria fotogràfica

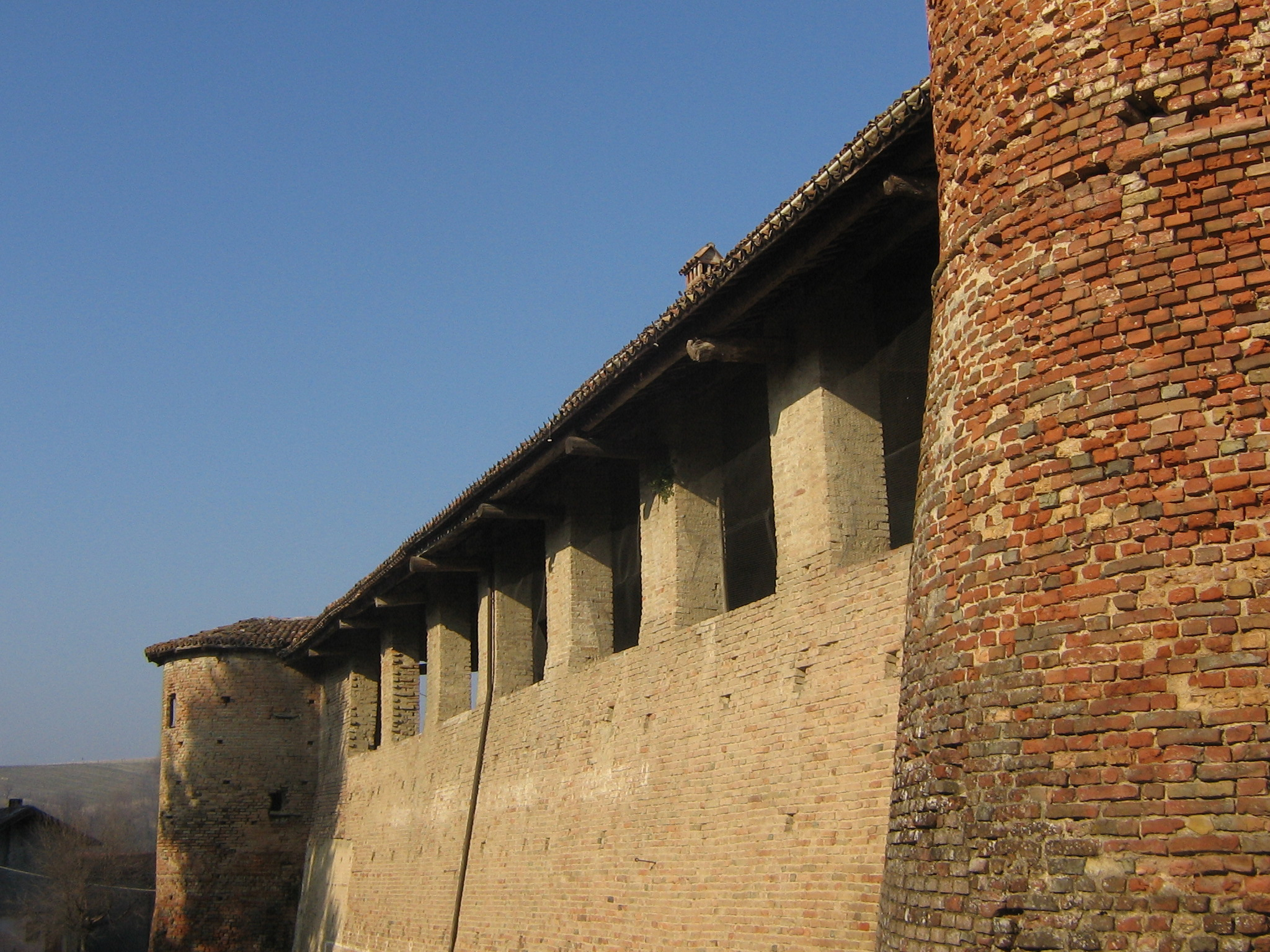
El castell
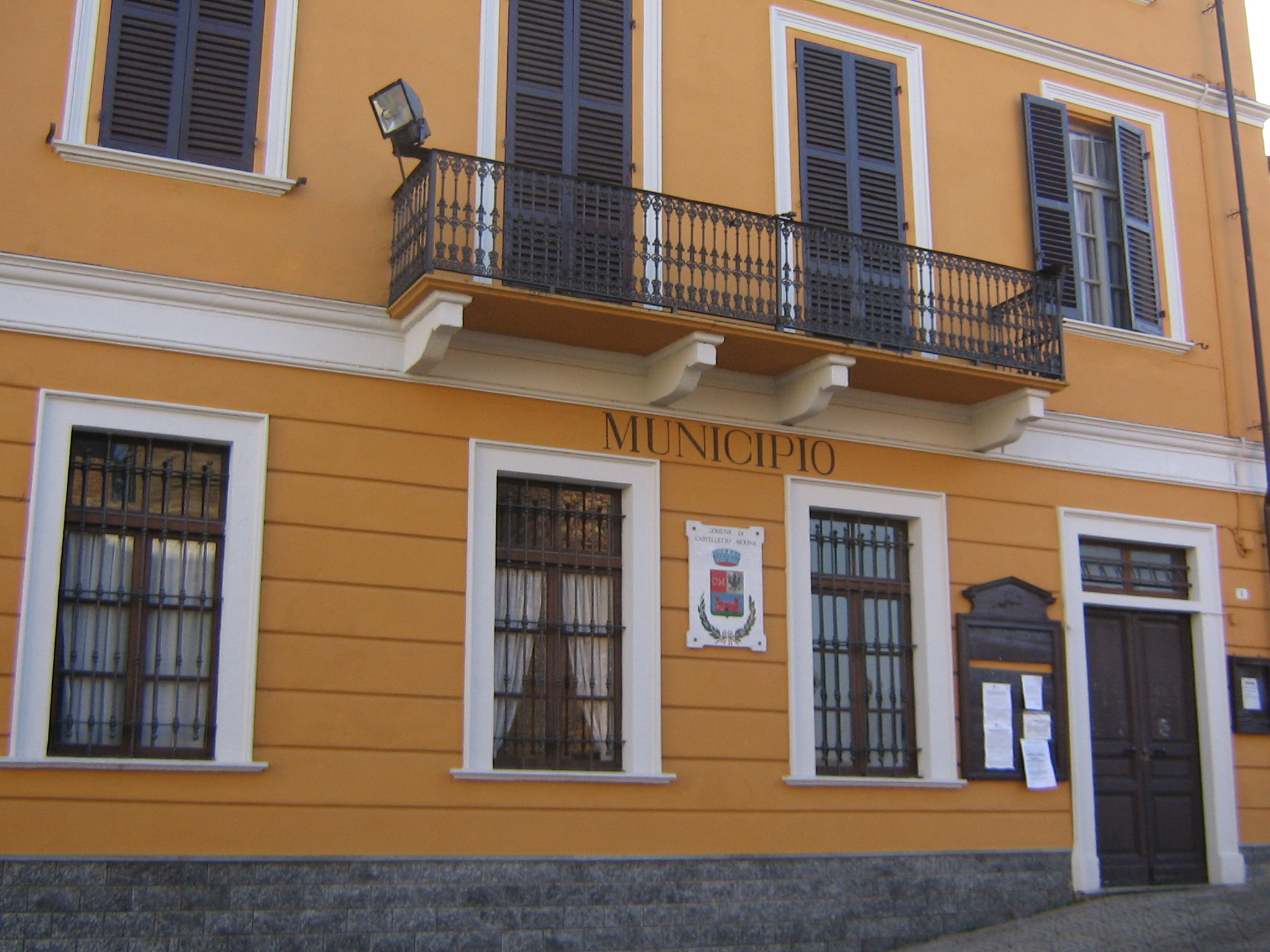
Ajuntament